# Bright Lights
Bright Lights er en amerikansk stumfilm fra 1916 af Roscoe Arbuckle.

## Medvirkende
- Roscoe Arbuckle som Fatty
- Mabel Normand som Mabel
- Al St. John
- Joe Bordeaux
- Jimmy Bryant